# Hypercodia rubritincta
Hypercodia rubritincta là một loài bướm đêm trong họ Noctuidae.